# حقوق الإنسان في جنوب السودان
حقوق الإنسان في جنوب السودان قضية جدلية، ويرجع ذلك، ولو بشكل جزئي، إلى تاريخ البلاد العنيف.

## الأحكام الدستورية
يصف دستور جنوب السودان البلاد بأنها: «كيان متعدد الأعراق، ومتعدد الثقافات، ومتعدد اللغات، ومتعدد الأديان ومتعدد الأجناس حيث تتعايش هذه الاختلافات بسلام». وينص الجزء الأول من الدستور أيضًا على أن «جنوب السودان يقوم على العدالة والمساواة واحترام كرامة الإنسان والنهوض بحقوقه وحرياته الأساسية».
يتضمن الجزء الثاني من دستور جنوب السودان مشروع قانون الحقوق ويوفر وصفًا شامًلا للحقوق والحريات المحمية بموجب الدستور. وينص على أن «جميع الحقوق والحريات المنصوص عليها في المعاهدات والعهود والصكوك الدولية لحقوق الإنسان التي صادقت عليها أو انضمت إليها جمهورية جنوب السودان ستكون جزءًا لا يتجزأ من هذا القانون». يغطي مشروع القانون مجموعة واسعة من الحقوق في المجالات السياسية والمدنية والاقتصادية والاجتماعية والثقافية ويؤكد على حقوق النساء والأطفال والمعوقين. يحمي مشروع القانون الحريات مثل التحرر من التعذيب وحرية التجمع وتكوين الجمعيات وحرية العبادةوحرية التعبير والإعلام، من بين أمور أخرى كثيرة.

## العقاب الجماعي المدني
غالباً ما يتهم الجيش الوطني المسمى جيش التحرير الشعبي السوداني بمهاجمة المدنيين لاشتباهه في مساعدتهم للمتمردين.

### حملة شلك لنزع السلاح
في حملة جيش التحرير الشعبي السوداني (SPLA) لنزع سلاح المتمردين التابعين لشلك ومورلي حرق أفراده عشرات القرى واغتصبوا مئات النساء والفتيات وقتلوا عددًا لا يحصى من المدنيين. يزعم المدنيون الذين ادّعوا أنهم تعرضوا للتعذيب على يد جيش التحرير الشعبي السوداني أن أفراده قد اقتلعوا أظافرهم بالكامل وحرقوا أكياس البلاستيك على الأطفال لإجبار ذويهم على الاعتراف بمكان الأسلحة وحرقوا القرويين أحياء لاشتباههم بإخفائهم للمتمردين. أبلغ مجلس حقوق الإنسان التابع للأمم المتحدة عن العديد من هذه الانتهاكات ووصفها المدير المحبط لإحدى وكالات الإغاثة الدولية التي تتخذ من جوبا مقرًا لها بأنها «انتهاكات لحقوق الإنسان خارج مقياس ريختر». تزعم هيومن رايتس ووتش أن كلًا من جيش التحرير الشعبي السوداني والجماعة المتمردة بقيادة جونسون أولوني كانا مسؤولين عن الأعمال الوحشية.

### قمع حركة تحرير جنوب السودان
تمردت حركة تحرير جنوب السودان (SSLM) بقيادة بيتر جاديت ضد الحكومة التي يقودها جيش التحرير الشعبي السوداني. زُعم أن جيش التحرير الشعبي السوداني قد حرق أكثر من 7000 منزل للقضاء على التمرد في ولاية الوحدة في مايو عام 2011.

### عملية استعادة السلام
ابتداءً من مارس 2012، نفذت قوات الأمن حملة لنزع السلاح تسمى «عملية استعادة السلام» بين أهالي المورلي في ولاية جونقلي. يدعي باحثو منظمة العفو الدولية أن قوات الأمن هذه ارتكبت تعذيبًا واسع النطاق ضد المدنيين بمن فيهم أطفال لا تتجاوز أعمارهم 18 شهرًا. يصف تقرير هيومن رايتس ووتش كيف زُعم أن جيش التحرير الشعبي السوداني قد أحرق المنازل ونهبها ودمر المدارس والكنائس ومجمعات وكالات الإغاثة التي تقدم المساعدة المنقذة للحياة. انتهت عملية نزع السلاح التي بدأت بقليل من النجاح.

### الحرب الأهلية في جنوب السودان
في مجاعة جنوب السودان عام 2017 تتهم الولايات المتحدة وجماعات الإغاثة الحكومة بممارسة الجوع كتكتيك عقوبة جماعية للسكان الذين يدعمون المتمردين عن طريق منع المساعدات عن عمد.
زعمت منظمة العفو الدولية أن الجيش خنق حتى الموت في حاوية شحن أكثر من 60 شخصًا متهمين بدعم المعارضة.

## العنف العرقي
مات الكثير من الجنوبيين خلال الحرب من أجل الاستقلال على أيدي بعضهم البعض أكثر من الذين قُتلوا على أيدي الشماليين نتيجةً للصراع الداخلي. في مذبحة بور في عام 1991 قُتل ما يقدر بنحو 2000 مدني على يد جيش التحرير الشعبي السوداني-ناصر ومدنيي نوير المسلحين، وتوفي 25000 آخرين بسبب المجاعة الناتجة في السنوات التالية.
في عام 2010 وذلك قبل استقلال جنوب السودان في العام التالي، أصدرت وكالة المخابرات المركزية تحذيرًا أنه «من المرجح أن تحدث عمليات قتل جماعي جديدة أو إبادة جماعية في جنوب السودان على مدار السنوات الخمس المقبلة». أصدر الجيش الأبيض (جنوب السودان) التابع لشعب النوير بيانًا «للإبادة الجماعية لقبيلة المورلي بأكملها وإزالتهم عن وجه الأرض باعتباره الحل الوحيد لضمان الأمن طويل الأمد لمواشي النوير». حذر النشطاء من ضمنهم المجموعة الدولية لحماية حقوق الأقليات من الإبادة الجماعية في جونقلي.
أسفرت الحرب الأهلية لجنوب السودان عن مقتل ما يصل إلى 300000 مدني، بما في ذلك الأعمال الوحشية البارزة مثل مجزرة بانتيو عام 2014. هناك ملامح عرقية للصراع بين النوير والدينكا. وصف مكتب حقوق الإنسان التابع للأمم المتحدة الوضع في البلاد بأنه «واحد من أفظع حالات حقوق الإنسان في العالم». واتهم الجيش والميليشيات المتحالفة معه بالسماح للمقاتلين باغتصاب النساء كشكل من أشكال الدفع، فضلًا عن مداهمة الماشية ضمن اتفاق «افعل ما تستطيع فعله وخذ ما تستطيع أخذه». اتهم تقرير للأمم المتحدة في عام 2015 الجيش بالاغتصاب الجماعي للفتيات والنساء وحرقهنّ أحياء. اتهم تقرير للاتحاد الأفريقي لعام 2015 كلا الجانبين بالاغتصاب والتعذيب والإجبار على أكل لحوم البشر.

## الحريات المدنية

### الحرية السياسية
بعد حصول جنوب السودان على استقلاله في عام 2011 انتُخاب سلفا كير ميارديت رئيسًا ونقح دستور جنوب السودان لمنح السلطة التنفيذية سلطة كبيرة. استخدم كير صلاحياته الواسعة والتي تشمل عدم القدرة على الإقالة وسلطة فصل المحافظين وحل البرلمان لإقالة حكومته بالكامل ونائب الرئيس ريك مشار في عام 2013. ابتداءً من عام 2014 حكم كير والنخب الحاكمة البلاد بصورة معتمة على نحو متزايد. لم يكن للجمهور رأي كبير في صنع السياسات وتم تجاهله في المناقشات المتعلقة بوضع دستور جديد ومحادثات السلام لإنهاء الحرب الأهلية.
ظل عبد الرحمن سولي، وهو زعيم المجموعة الديمقراطية المتحدة الرئيسية للمعارضة، رهنًا للاعتقال من 3 نوفمبر عام 2011 بسبب الادعاءات الموجهة التي تزعم صلته بتشكيل مجموعة متمردة جديدة تقاتل ضد الحكومة. جيش التحرير الشعبي السوداني غير متسامح مع المعارضة إجمالًا، وبالرغم من وجود خمسة أحزاب معارضة رسمية في جنوب السودان؛ فلا يملك أي منها الموارد أو الخبرة الكافية لكسب سلطة سياسية حقيقية.

### حرية الصحافة
هدد سلفا كير في عام 2015 بقتل الصحفيين الذين أفادوا «ضد البلاد». بعد عدة أيام في أغسطس عام 2015، قُتل صحفي في هجوم مستهدف، وهو الصحفي السابع الذي يُقتل خلال العام. ثم عقد صحفيو جنوب السودان تعتيمًا إخباريًا لمدة 24 ساعة. نتيجة لتدهور ظروف عمل الصحفيين يمارس الكثيرون الرقابة الذاتية أو غادروا البلاد بالكامل.

### المجتمع المدني
دعت مجموعات المجتمع المدني في جنوب السودان كينيا إلى التحقيق في اختفاء نشطاء جنوب السودان في نيروبي. يشير الكثيرون إلى وجود أمن جنوب السودان في كينيا والتواطؤ المزعوم لبعض السلطات الكينية.

### نظام العدالة
لم يدعم النظام القضائي في السودان الحقوق المتساوية للشعب السوداني الجنوبي. وفقًا لمنظمة العفو الدولية، فقد أخفقت الحكومة في ضمان الإجراءات القانونية الواجبة والمحاكمات العادلة، واعتقلت واحتجزت الناس بشكل تعسفي دون ضمان حقهم في الاستعانة بمحام. أدى انشقاق العديد من ضباط الشرطة، فضلًا عن النزاعات الداخلية الأخرى، إلى انخفاض قدرة الشرطة والقضاء على فرض القانون وخاصةً في مناطق مثل جونقلي والوحدة وأعالي النيل.